# Roland Gaspard Lemérer
Roland Gaspard Lemérer (Rennes, 18 juin 1757 - Rennes, 4 juillet 1820) était avocat à Rennes avant la Révolution, député au Conseil des Cinq-Cents.

## Biographie
Il se montra partisan des réformes et fut élu juge suppléant au tribunal de Rennes le 16 août 1790, puis député suppléant d'Ille-et-Vilaine à l'Assemblée législative ; il ne fut pas appelé à y siéger. Commissaire du roi près le tribunal criminel du département à la fin de 1791, il fut élu, le 25 vendémiaire an IV, député d'Ille-et-Vilaine au Conseil des Cinq-cents, à la pluralité des voix (344 votants). Il s'opposa à l'adjonction complémentaire au corps législatif des ex-conventionnels, parla en faveur de la liberté de la presse, et, nommé secrétaire, proposa de n'appliquer les peines prononcées par la loi que contre les prêtres qui auraient refusé le serment de fidélité à la République.
Il vota en faveur de l'amnistie pour les délits relatifs à la révolution, fit approuver une résolution concernant les domaines congéables, et chercha à prendre la défense des prévenus de conspiration royaliste. Adversaire du Directoire, suspect d'être un des agents secrets de Louis XVIII, il fut arrêté au 18 fructidor et condamné à la déportation ; mais il parvint à s'évader et gagna la Suisse, puis l'Allemagne. C'est de là qu'il publia l'Appel à la nation française contre le Directoire. Rentré à l'époque du Consulat et nommé juge au tribunal criminel d'Ille-et-Vilaine le 12 floréal an VIII, il revint à Paris, en 1804, s'offrir comme défenseur au général Moreau ; le gouvernement le retint de ce chef quelque temps en prison, et l'exila à Rennes. Sans fonctions sous l'Empire, il reçut de la Restauration, la croix de chevalier de la Légion d'honneur, le 5 octobre 1815, les fonctions de conseiller à la cour royale de Rennes, le 24 janvier 1815, lui furent rendues le 6 janvier 1816 et qu'il exerça jusqu'à sa mort, et des lettres de noblesse le 16 janvier 1818.

## Mandats
- 17/10/1795 - 04/09/1797 : Ille-et-Vilaine – Droite

## Travaux législatifs
- Appel à la nation françoise Toulouse, 1797.
- Discours prononcé par R. G. Lemerer (d'Ille-et-Vilaine) sur l'entière liberté des cultes et des ministres : séance du 9 messidor, an V 1797.
- Rapport sur les domaines congéables, par R. G. Lemerer (d'Ille & Vilaine) : séance du 23 frimaire, an V 1797.

## Sources
- Biographie bretonne – Recueil de notices sur tous les Bretons qui se sont fait un nom, par Prosper Levot, Tome 2, Cauderan éditeur, Vannes, 1857.
- Dictionnaire des parlementaires français par Adolphe Robert, Edgar Bourloton et Gaston Cougny, tome 4, Lav-Pla, Bourloton éditeur, Paris, 1891.
- Fiche de l’Assemblée nationale.
- Notices d'autorité :   - VIAF
  - BnF (données)
  - GND